# Leondino Giombini
Leondino Giombini, né le 30 janvier 1975 à Ancône en Italie, est un joueur italien de volley-ball. Il mesure 2,05 m et joue attaquant. Il est international italien.

## Clubs
| Club                              | De        | À         |
| --------------------------------- | --------- | --------- |
| Pallavolo Falconara               | 1991-1992 | 1993-1994 |
| Sisley Volley                     | 1994-1995 | 1994-1995 |
| Porto Robur Costa Ravenne         | 1995-1996 | 1998-1999 |
| Palerme Volley                    | 1999-2000 | 1999-2000 |
| Trentino Volley                   | 2000-2001 | 2001-2002 |
| Dorica Ancône                     | 2002-2003 | 2002-2003 |
| Pallavolo Modène                  | 2003-2004 | 2003-2004 |
| Prisma Volley                     | 2004-2005 | 2004-2005 |
| Igo Gênes Volley                  | 2005-2006 | 2005-2006 |
| Pallavolo Modène                  | 2006-2007 | 2006-2007 |
| Sparkling Volley Milan            | 2007-2008 | 2007-2008 |
| Top Volley Latina                 | 2008-2009 | 2010-2011 |
| Pallavolo Città di Castello       | 2011-2012 | 2011-2012 |
| Volley Corigliano                 | 2012-2013 | 2012-2013 |
| Associazione Sportiva Volley Lube | 2013-2014 | ...       |

## Palmarès
- Ligue mondiale (3)
  - Vainqueur : 1994, 1997, 1999
- Championnat d'Europe (1)
  - Vainqueur : 1999
- Coupe des champions (1)
  - Vainqueur : 1995
- Coupe de la CEV (2)
  - Vainqueur : 1997, 2004
- Top Teams Cup
  - Finaliste : 2007
- Supercoupe d'Europe (1)
  - Vainqueur : 1995
- Championnat d'Italie (1)
  - Vainqueur : 2014
  - Finaliste : 1995
- Coupe d'Italie
  - Finaliste : 1995
- Supercoupe d'Italie
  - Perdant : 2013

## Distinctions
Il est chevalier de l'ordre du Mérite de la République italienne depuis le 20 juillet 2000.